# Zawady Dworskie (Maków)
Pour les articles homonymes, voir Zawady Dworskie.
Zawady Dworskie (prononciation : [zaˈvadɨ ˈdvɔrskʲɛ]) est un village polonais de la gmina de Płoniawy-Bramura dans le powiat de Maków de la voïvodie de Mazovie dans le centre-est de la Pologne.

## Histoire
De 1975 à 1998, le village appartenait administrativement à la voïvodie d'Ostrołęka.